# Slayer (manga)
Slayer (鬼切丸?, Onikirimaru, lett. "La spada cacciatrice di oni") è un manga scritto e disegnato dalla mangaka giapponese Kei Kusunoki ed edito in Italia da Panini Comics sotto l'etichetta Planet Manga che però ha interrotto la pubblicazione al quarto volume. 
Sospeso fra i generi horror e mitologico, narra, per episodi composti di solito da 1 a 3 capitoli, il vagabondare e la ricerca incessante del protagonista a caccia di oni, creature mostruose tipiche della mitologia ed il folclore giapponese. Apparentemente un ragazzo sui vent'anni, in realtà è egli stesso appartenente alla razza degli oni, ma è nato "puro": senza corna né istinto omicida o traviatore verso gli uomini, bensì per sterminare tutti gli altri e liberare definitivamente l'umanità dalla sua stessa stirpe e con la speranza di potere un giorno, ad opera conclusa, divenire egli stesso un uomo comune; pertanto non ha un nome e finisce spesso per essere identificato con quello che in verità è l'appellativo della katana. Questa ha natura speciale ed è forgiata con corna di oni. 
Le storie hanno quasi sempre per protagoniste personaggi femminili, in quanto più vulnerabili ed esposti alla paura; costoro di solito sono perseguitati, portati sulla cattiva strada dagli oni esprimendo loro desideri con cui si legano ai mostri, o talora si trasformano persino essi stessi nelle temute creature. Infine, dopo una caccia di lunghezza variabile, interviene regolarmente il ragazzo giustiziere ad effettuarne la mattanza e porre fine all'incubo.  

## Media
Il manga, scritto e disegnato da Kei Kusunoki, è stato serializzato dal 1991 al 2001 sulla rivista Shōnen Sunday Super edita da Shōgakukan. I vari capitoli sono stati raccolti in venti volumi tankōbon pubblicati dal 18 febbraio 1992 al 18 aprile 2001.
In Italia la serie è stata pubblicata da Panini Comics sotto l'etichetta Planet Manga dal 30 giugno al 30 dicembre 1997, interrompendosi al quarto volume. L'edizione italiana era stata distribuita originariamente in versione sottiletta, con i volumi più piccoli dell'originale, ma a partire dal quarto il formato cambiò diventando il doppio delle pagine, finendo per interrompersi all'ottavo volume, corrispondente al settimo giapponese.

### Volumi
| Nº | Data di prima pubblicazione | Data di prima pubblicazione | Data di prima pubblicazione |
| Nº | Giapponese                  | Giapponese                  | Italiano                    |
| -- | --------------------------- | --------------------------- | --------------------------- |
| 1  | 18 febbraio 1992            | ISBN 4-09-123011-3          | 30 giugno 1997              |
| 2  | 18 marzo 1993               | ISBN 4-09-123012-1          | 30 agosto 1997              |
| 3  | 17 luglio 1993              | ISBN 4-09-123013-X          | 30 settembre 1997           |
| 4  | 18 aprile 1994              | ISBN 4-09-123014-8          | 30 dicembre 1997            |
| 5  | 10 dicembre 1994            | ISBN 4-09-123015-6          | —                           |
| 6  | 17 giugno 1995              | ISBN 4-09-123016-4          | —                           |
| 7  | 9 dicembre 1995             | ISBN 4-09-123017-2          | —                           |
| 8  | 17 febbraio 1996            | ISBN 4-09-123018-0          | —                           |
| 9  | 18 aprile 1996              | ISBN 4-09-123019-9          | —                           |
| 10 | 18 settembre 1996           | ISBN 4-09-123020-2          | —                           |
| 11 | 10 dicembre 1996            | ISBN 4-09-125131-5          | —                           |
| 12 | 17 maggio 1997              | ISBN 4-09-125132-3          | —                           |
| 13 | 18 settembre 1997           | ISBN 4-09-125133-1          | —                           |
| 14 | 18 aprile 1998              | ISBN 4-09-125134-X          | —                           |
| 15 | 18 settembre 1998           | ISBN 4-09-125135-8          | —                           |
| 16 | 18 febbraio 1999            | ISBN 4-09-125136-6          | —                           |
| 17 | 17 luglio 1999              | ISBN 4-09-125137-4          | —                           |
| 18 | 18 gennaio 2000             | ISBN 4-09-125138-2          | —                           |
| 19 | 18 ottobre 2000             | ISBN 4-09-125139-0          | —                           |
| 20 | 18 aprile 2001              | ISBN 4-09-125140-4          | —                           |

### Capitoli pubblicati in Italia
- 1 - Imparentata con gli oni
- 2 - Sentiero per l'inferno
- 3 - I giochi degli oni
- 4 - L'occhio del mostro
- 5 - Posseduta da un oni
- 6 - La via della saggezza
- 7 - La nascita di un oni
- 8 - La vendetta del demone
- 9 - L'amore è un frutto amaro
- 10 - La leggenda di Ozunu (1ª parte)
- 11 - La leggenda di Ozunu (2ª parte)
- 12 - Il divoratore di bambini (1ª parte)
- 13 - Il divoratore di bambini (2ª parte)
- 14 - La rinascita dell'oni parassita (1ª parte)
- 15 - La rinascita dell'oni parassita (2ª parte)
- 16 - La regina malvagia (1ª parte)
- 17 - La regina malvagia (2ª parte)
- 18 - La regina malvagia (3ª parte)
- 19 - La salma (1ª parte)
- 20 - La salma (2ª parte)
- 21 - Il malefico dio del mare (1ª parte)
- 22 - Il malefico dio del mare (2ª parte)
- 23 - Il malefico dio del mare (3ª parte)
- 24 - I colori dell'autunno (1ª parte)
- 25 -  I colori dell'autunno (2ª parte)
- 26 -  I colori dell'autunno (3ª parte)
- 27 -  I colori dell'autunno (4ª parte)
- 28 -  I colori dell'autunno (5ª parte)
- 29 - Twilight channel Ai confini della paura (1ª parte) - Pazzo per te
- 30 - Twilight channel Ai confini della paura (2ª parte) - Il settimo mistero
- 31 - Capelli malvagi (1ª parte)

### OAV
Un adattamento OAV prodotto dallo studio d'animazione OB Planning e diretto da Yoshio Kato, è stato pubblicato in Giappone in home video dal 9 settembre 1994 al 21 luglio 1995 per un totale di quattro episodi. La sceneggiatura della miniserie è stata affidata a Kenji Terada mentre la colonna sonora è stata composta da Kazuhiko Toyama e Tomohiko Toyama. La sigla di chiusura di ogni puntata è Owari no nai hōkō (終わりのない彷徨? lett. "Vagare senza fine") cantata da Takeshi Kusao (doppiatore del protagonista).

#### Episodi
| Nº | Titolo italiano (traduzione letterale) Giapponese 「Kanji」 - Rōmaji       | In onda          | In onda |
| Nº | Titolo italiano (traduzione letterale) Giapponese 「Kanji」 - Rōmaji       | Giapponese       |         |
| 1  | Capitolo di Ozunu 「小角の章」 - Ogaku no shō                              | 9 settembre 1994 |         |
| 2  | Capitolo di Otakemaru 「大嶽丸の章」 - Ōtakemaru no shō                    | 11 novembre 1994 |         |
| 3  | Capitolo di Han'nya 「般若の章」 - Han'nya no shō                          | 26 maggio 1995   |         |
| 4  | Capitolo delle lamentazioni del dolore 「怨鬼哀歌の章」 - Enki aika no shō | 21 luglio 1995   |         |

## Accoglienza
Jeremy A Beard di THEM Anime Reviews ha recensito l'adattamento OAV criticando la poca caratterizzazione del protagonista e del suo sviluppo, sebbene quest'ultimo venga mostrato in forma minore negli ultimi due episodi in maniera un po' forzata. Beard criticò la poca profondità tematica del titolo analizzato mentre apprezzò maggiormente la grafica e il design dei personaggi. Affermò di non essere rimasto particolarmente colpito dalle scene d'azione e di aver trovato il concetto generale della storia come decente, ma la mancanza di un grande progresso della trama o della caratterizzazione dei suoi personaggi non portava in alcun modo ad elevare l'opera da una storia in cui una persona si limitava ad uccidere dei mostri con la sua spada. Consigliò la visione agli amanti delle scene sanguinolente e del manga originale, i quali avrebbero avuto modo di apprezzarlo maggiormente.